# 中华人民共和国外交部国际司
中华人民共和国外交部国际司，是中华人民共和国外交部直接领导的工作机关。

## 机构沿革
1980年，外交部撤销国际条法司，设立国际司和条约法律司。

## 工作职能
外交部国际司主要按照国务院和外交部给其确定的工作范围，负责办理以下各项工作：
- 研究多边外交领域形势和发展趋势；
- 办理多边领域政治、人权、社会、难民等外交事务；
- 指导驻外外交机构有关业务。

## 工作涉及的组织
这些国际组织包括：联合国、联合国预防犯罪和刑事司法委员会、世界知识产权组织、联合国妇女地位委员会、不结盟运动、建设和平委员会、联合国安全理事会、亚欧会议、联合国人权机构、国际劳工组织、国际海事组织、国际刑事警察组织、联合国教育、科学及文化组织、联合国社会发展委员会、国际电信联盟、联合国旅游组织、联合国难民事务高级专员公署、世界卫生组织、联合国毒品和犯罪问题办公室、国际民用航空组织、国际移民组织、联合国麻醉品委员会、万国邮政联盟、红十字国际委员会、红十字会与红新月会国际联合会、国际奥委会

## 历任司长
- 董越千（1949－，办公厅副主任兼）
- 谢启美（1982?－1984）
- 李道豫（1984－1988）
- 金永健（1988－1990）
- 王光亚（1993－1998）
- 李保东（1998－2005）
- 刘结一（2005－2006）
- 吴海龙（2006－2009）
- 陈旭（2010－2013）
- 李军华（2013－2019）
- 杨涛（2019－2021）
- 申博（2022.10－）